# Андрієваць
45°31′ пн. ш. 18°16′ сх. д. / 45.51° пн. ш. 18.26° сх. д.
Андрієваць (хорв. Andrijevac) — населений пункт у Хорватії, в Осієцько-Баранській жупанії у складі громади Кошка.

## Населення
Населення за даними перепису 2011 року становило 155 осіб.
Динаміка чисельності населення поселення:

## Клімат
Середня річна температура становить 11,04 °C, середня максимальна – 25,54 °C, а середня мінімальна – -6,28 °C. Середня річна кількість опадів – 691 мм.
| Клімат поселення                              | Клімат поселення | Клімат поселення | Клімат поселення | Клімат поселення | Клімат поселення | Клімат поселення | Клімат поселення | Клімат поселення | Клімат поселення | Клімат поселення | Клімат поселення | Клімат поселення | Клімат поселення |
| Показник                                      | Січ.             | Лют.             | Бер.             | Квіт.            | Трав.            | Черв.            | Лип.             | Серп.            | Вер.             | Жовт.            | Лист.            | Груд.            |                  |
| Середній максимум, °C                         | 5,83             | 8,19             | 12,80            | 17,29            | 22,45            | 25,54            | 25,26            | 24,78            | 20,68            | 15,31            | 9,40             | 5,41             |                  |
| Середня температура, °C                       | −0,2             | 2,10             | 6,70             | 11,20            | 16,38            | 19,48            | 21,24            | 20,76            | 16,68            | 11,30            | 5,40             | 1,40             |                  |
| Середній мінімум, °C                          | −6,28            | −3,95            | 0,65             | 5,14             | 10,34            | 13,40            | 17,23            | 16,74            | 12,64            | 7,30             | 1,37             | −2,6             |                  |
| Норма опадів, мм                              | 43               | 40               | 41               | 53               | 65               | 89               | 64               | 62               | 52               | 60               | 68               | 54               |                  |
| Середньомісячна швидкість вітру, м/с          | 2.20             | 2.44             | 2.70             | 2.60             | 2.30             | 2.16             | 2.10             | 1.90             | 1.90             | 2.00             | 2.11             | 2.23             |                  |
| Середньомісячна сонячна радіація, кДж/м²·день | 4245             | 6941             | 10877            | 15321            | 19242            | 21335            | 22133            | 20261            | 14917            | 9287             | 4787             | 3552             |                  |
| --------------------------------------------- | ---------------- | ---------------- | ---------------- | ---------------- | ---------------- | ---------------- | ---------------- | ---------------- | ---------------- | ---------------- | ---------------- | ---------------- | ---------------- |
| Джерело:                                      |                  |                  |                  |                  |                  |                  |                  |                  |                  |                  |                  |                  |                  |